# Vesicularia ectropotheciopsis
Vesicularia ectropotheciopsis är en bladmossart som beskrevs av J.C. Norris och T. Koponen 1985. Vesicularia ectropotheciopsis ingår i släktet Vesicularia och familjen Hypnaceae. Inga underarter finns listade i Catalogue of Life.